# Kadokawa Eiga
Kadokawa Eiga (角川映画株式会社, Kadokawa Eiga Kabushiki-gaisha; engelska: Kadokawa Pictures) är ett japanskt filmbolag i Kadokawa-sfären. Bolaget bildades 2006 genom en sammanslagning av det legendariska bolaget Daiei (大映), grundat 1942, och ”Kadokawa Herald Pictures” (角川ヘラルド・ピクチャーズ, Kadokawa Herarudo Pikuchazu), tidigare ”Nihon Herald Pictures” (日本ヘラルド映画). Det ingår nu i den stora förlagsgruppen Kadokawa.
Bolaget är känt bland annat för Zatoichi-filmerna och Gamera-filmerna, samt för skräckfilmer i genrer som Yokai Eiga och Kaidan Eiga.